# Samuel De Ryck
Samuel De Ryck est un acteur belge. Il est le neveu de Gaëtan Wenders et Bénédicte Wenders.

## Filmographie
- 2005 : L'Enfant
- 2011 : Le Gamin au vélo